# Jernej Pavlin
Jernej Pavlin, slovenski rimskokatoliški duhovnik, stenograf in nabožni pisatelj, * 20. avgust 1881, Naklo, † 15. januar 1963, Stična.
Pavlin je  ljudsko šolo obiskoval v domačem kraju, gimnazijo v Kranju (1894–1902), in nato bogoslovje v Ljubljani (1902–1906) kjer je bil 1906 tudi posvečen v duhovnika. Nato je bil od 1906 do 1913 kaplan v Cerknici, nato prefekt v škofovskem zavodu sv. Stanislava v Šentvidu pri Ljubljani od 1914 tudi pomožni katehet, od 1918 pa prof. kateheze na zavodski gimnaziji. Leta 1919 je v Zagrebu naredil izpit za poučevanje slovenske stenografije.
Pavlin je že kot bogoslovec napisal in objavil več prispevkov in razprav: »Za resnico« (Lj. 1904) »Evolucijska razlaga religije«, »In na to skalo bom sezidal svojo cerkev«. Uredil je Misijonski koledar II (1921) in sodeloval pri več drugih letnikih, pisal v Katoliške misijone, poslovenil misijonsko okrožnico papeža Pija XI., bil soustvarjalec pri 1. in 2. zvezku Knjižnice misijonske (Unio cleri) za Jugoslavijo. Sodeloval je pri 2. izdaji Medvedove Zgodovine katoliške cerkve (1922) in pri Katoliškem katekizmu (1928), napisal več življenjepisov svetnikov in nekaj člankov o Kreku. V praškem listu Tĕsnopisné rozhledy je leta 1927  opisal novejšo stenografijo pri Slovencih.